# 칠성시장

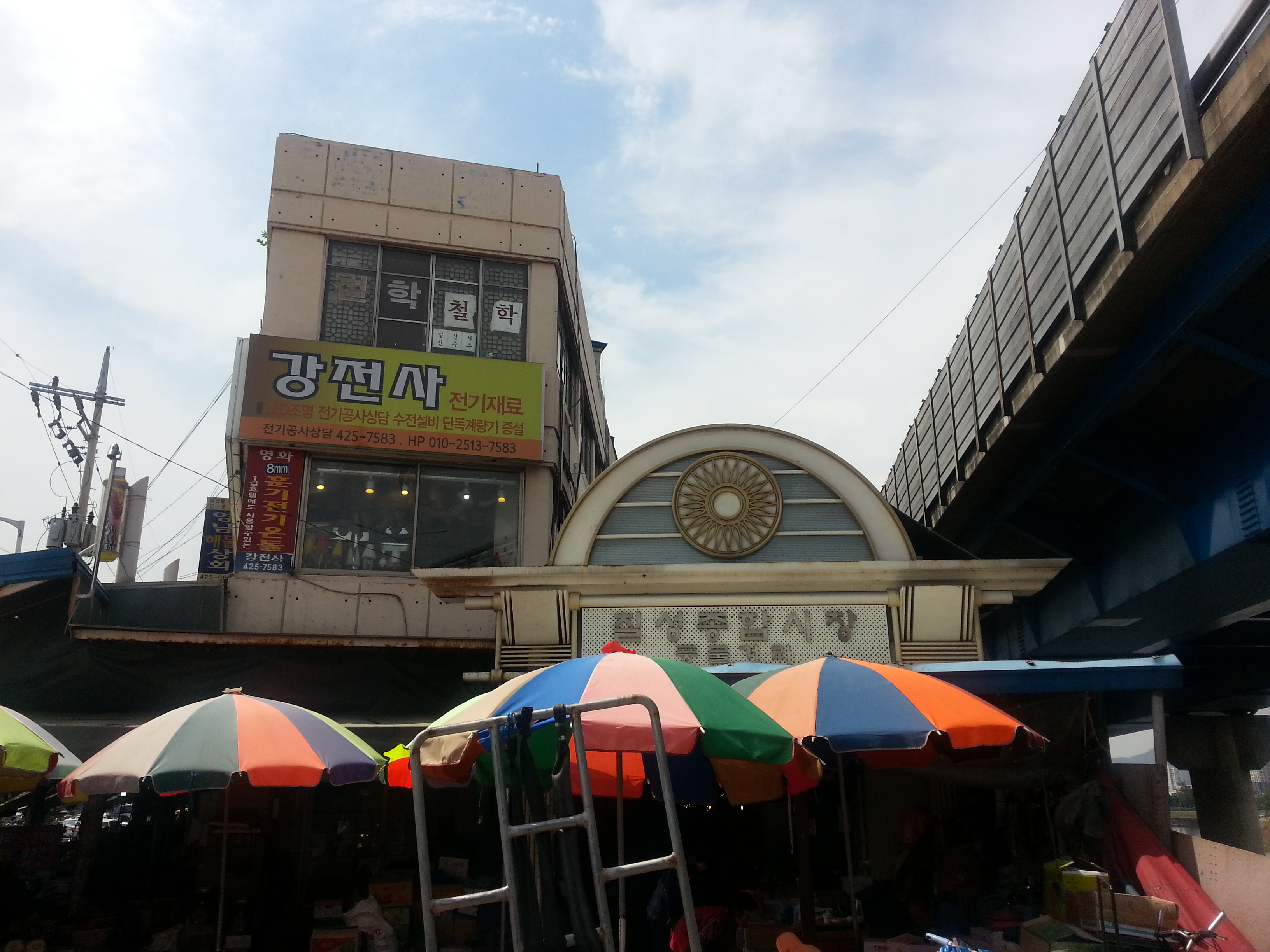
칠성시장 입구

칠성시장(Chilseong market, 七星市場)은 대한민국 대구광역시 북구 칠성동에 위치한 대구광역시의 전통시장이다.

## 특징
시장 면적 3,423㎡, 대지면적 5,423㎡, 건축면적 11,475㎡, 점포 수 총 308개, 노점 수 84개의 거대한 규모를 자랑하는, 서문시장에 이어 규모가 2번째로 큰 시장이며, 대구광역시에서 서문시장과 함께 2대 장터를 이루고 있다.
동촌 및 하양 등지에서 사과와 농산물이 많이 집결하여 한때는 동천시장이라고 불리기도 했었다. 1946년에 시장공영화 정책에 따라 북문시장이라는 이름으로 상설시장이 개설되었고, 현재는 칠성시장, 경명시장, 대성시장, 칠성꽃시장, 대구청과시장, 삼성시장, 북문시장, 능금시장, 가구시장 등 여러 개의 시장으로 이루어진 대규모 종합시장이 되었다. 9개 시장을 모두 합쳐 흔히 칠성시장이라고 부른다. 시장 구내에 대구청과시장, 삼성시장 등의 작은 시장들도 있으며, 시장 끝에는 칠성전자상가가 있다. 서문시장과는 달리 상가형 시장이며, 돼지골목과 닭골목 등 맛집 골목도 시장 구내에 많이 있다.

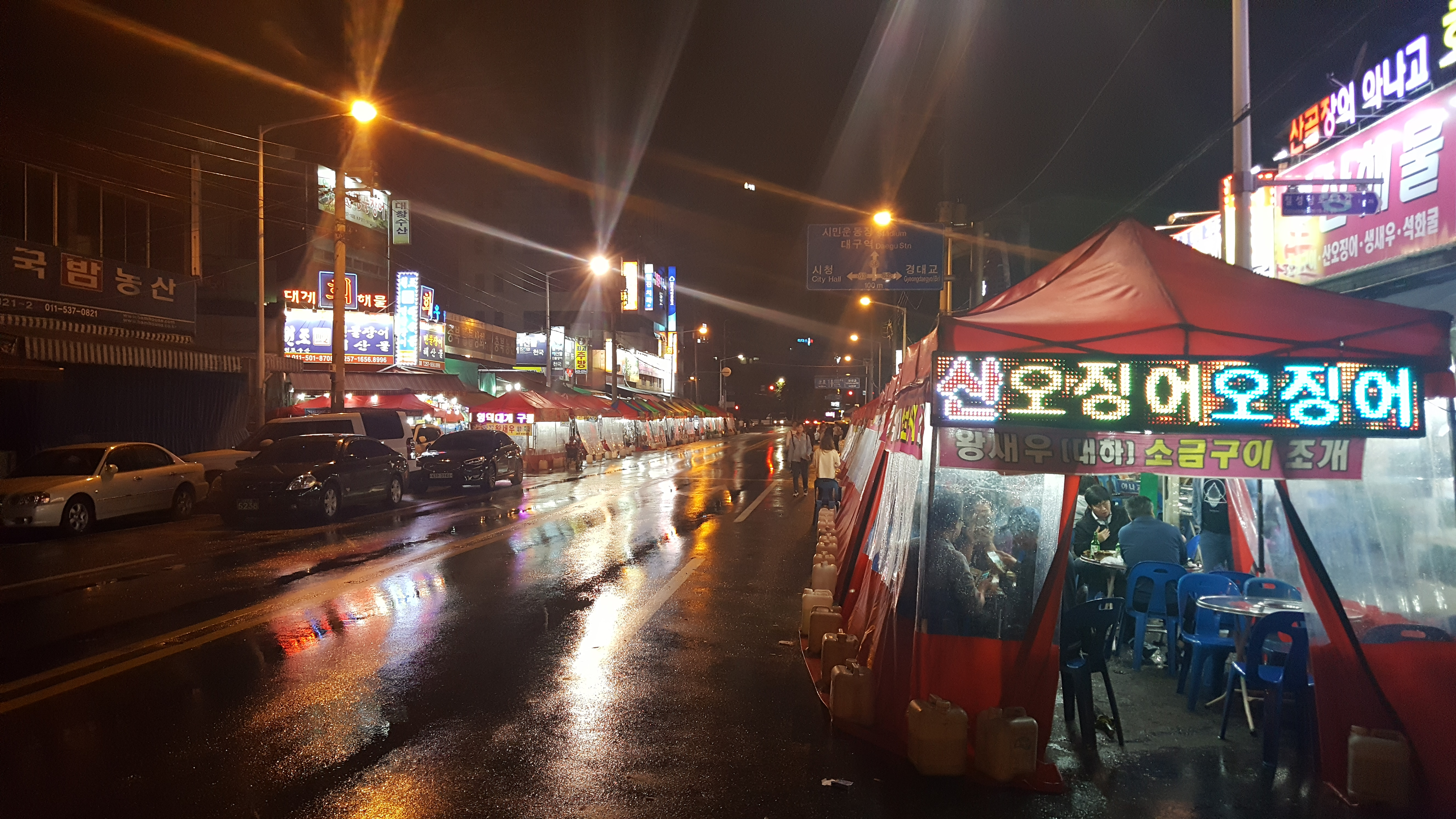
칠성시장 포장마차거리

저녁이면 시장 내에 해산물을 판매하는 포장마차가 영업해 문전성시를 이룬다.
2019년 11월 2일 칠성교와 경대교 사이 신천둔치 공영주차장에 '별별상상 칠성 야시장'이라는 이름으로 야시장이 개장했다.
대구역과 가까우며 인근 관광지로는 대구의 번화가인 동성로와 2·28기념중앙공원, 경북대학교, 대구 오페라하우스가 있다. 인근시장으로는 교동과 대구약령시가 있다.

## 역사
칠성시장은 1946년 북문시장이라는 이름으로 개설되었다. 당시에는 평범한 시장이였으나, 해방 이후 해외 동포의 유입과 6·25 전쟁으로 인해 많은 피난민이 대구역 주변에 임시 수용되며 많은 사람들이 모이게 되었다. 무태조야동, 검단동, 동촌동 같은 근처 지역의 농민들이 채소와 과일을 가져와 팔기 시작했고, 인근에 있던 칠성시장의 규모가 확대되는 계기가 되었다. 1974년 7월 30일에 공식적으로 개설되어 상설 시장으로 등록되었고, 현재의 칠성시장이라는 이름을 가지게 된다..
1970~1980년대에는 재개발사업을 통해 칠성시장, 대구청과시장, 삼성시장으로 나뉘어 독립 상가들이 건설되며 번창했지만, 1990년대에 들어서 유통시장의 변화에 대응하지 못해 쇠퇴하기 시작했다.
칠성시장의 상권 회복을 위해 1997년 '칠성종합시장 발전위원회'가 조직되었고, 2006년에는 정부가 「재래시장 및 상점가 육성을 위한 특별법」을 제정해 전통시장 현대화 사업을 추진했다. 이후 2015년과 2016년에 ICT 전통시장 육성 사업과 상인대학 지원사업을 통해 시장을 활성화하기위해 노력은 현재까지도 이어지고 있다.
칠성시장 완구골목이 최근 학령인구 감소와 유통구조 변화로 활기를 잃고 쇠퇴하고 있다. 또한, 개 식용 종식법 발표에 따라 칠성시장 내 개고기 골목 역시 사라질 것으로 예상된다. 한때 칠성시장은 경기 성남 모란가축시장과 부산 구포가축시장과 함께 ‘국내 3대 개시장’으로 불렸으나, 나머지 2곳은 폐쇄되었고, 칠성시장 또한 곧 사라질 전망이다.

## 교통
시장 앞에는 대구의 남북을 잇는 도로인 신천대로와 칠성남로가 있어 접근이 편리하며, 시장 바로 옆에 대구 도시철도 1호선 칠성시장역이 있다. 칠성시장으로 가려면 1호선 칠성시장역의 1번 혹은 4번 출구로 나가면 된다. 승용차 이용시 약 300여대를 주차할 수 있는 신천둔지 주차장이 시장 내부에 존재한다.

### 버스
칠성시장을 방문하기 위해 시내버스를 이용할 경우, 칠성시장역 정류장에서 808, 동구2, 동구3, 북구2, 북구3, 팔공1, 가창2 버스를 이용한 후 하차하면 도보로 약 3분 거리에 있다. 또는 칠성시장 정류장에서 101, 156, 306, 401, 403, 524, 618, 650, 708, 980, 가창2, 급행1 버스를 이용하면 하차 후 도보로 약 3분 소요된다. 또한 신성교 정류장에서 101, 동구2, 북구3 버스를 이용한 후 하차하면 도보로 약 3분 거리에 위치한다.

## 같이 보기
- 대구광역시의 시장 목록